# Lauritz Zeuthen
Sophus Rasmus Lauritz Zeuthen (3. august 1854 i København – 3. november 1923 på Heslegård i Hellerup) var en dansk sagfører og filantrop.

## Karriere
Han var søn af møbelhandler Jørgen Lauritzen Zeuthen (1814-1876) og hustru Margrethe født Bjerregaard (1816-1870), blev 1873 student fra Det von Westenske Institut, og 1878 cand. jur. Han var 1878-80 fuldmægtig hos overretsprokurator Ludvig Heckscher, 1880-83 volontør i Justitsministeriet og virkede som juridisk manuduktør. 1884-85 var han fuldmægtig hos overretssagfører Albert Heckscher, blev 1886 overretssagfører og praktiserede i København til sin død. Han førte 1909-19 offentlige og beneficierede sager ved Den kongelige Landsoverret samt Hof- og Stadsret, Københavns Kriminal- og Politiret samt Sø- og Handelsretten. Han fik en række bestyrelsesposter, var konsulent for adskillige større industrielle virksomheder og fik efterhånden en meget stor praksis. Han blev 1909 Ridder af Dannebrog og 1912 Dannebrogsmand.

## Politik
Zeuthen var medstifter af og 1885-88 formand for Studentersamfundets Retshjælp for ubemidlede. 1884-87 var han bestyrelsesmedlem i Dansk kvindesamfund, som han støttede. Politisk stod han det liberale Venstre nær og var bl.a. knyttet til Niels Neergaard. 1897 købte han Heslegård i Hellerup og sad 1904-06 i Gentofte Sogneråd, valgt af de højstbeskattede.

## Kunstinteresseret og filantrop
Zeuthen var medlem af bestyrelsen for A/S Den danske Handelsflaades Skoleskib for Befalingsmænd og af foreningen Hedebruget. Han var kunstinteresseret og blev 1915 medlem af direktionen for Ny Carlsbergfondet. Fra 1917 var han medlem af Komitéen til at foretage Indkøb af Kunstværker til den kgl. Maleri- og Skulptursamling. Zeuthen finansierede i 1919 pladsen foran Statens Museum for Kunst.
Han var ugift. Efter hans død donerede hans to søstre Zeuthens betydelige formue til Overretssagfører L. Zeuthens Mindelegat på 1.200.000 kr. (fundats stadfæstet 14. maj 1927) med det formål at støtte sådanne bestræbelser på det videnskabelige, kunstneriske eller praktiske område, som efter legatbestyrelsens skøn vil være af betydning for det danske samfund.
Zeuthen er begravet på Assistens Kirkegård.
Han er gengivet i en tegning af P.S. Krøyer og en buste af Felix Nylund 1922 (De forenede Bryggerier) og i fotografier af Christian Neuhaus 1877 og Jens Petersen & Søn (Det Kongelige Bibliotek).